# Maniola monoculus
Maniola monoculus är en fjärilsart som beskrevs av Evans 1927. Maniola monoculus ingår i släktet Maniola och familjen praktfjärilar. Inga underarter finns listade i Catalogue of Life.